# Эри Оттерз
«Эри Оттерз» (англ. Erie Otters) — молодёжный хоккейный клуб из города Эри, штат Пенсильвания, США. Выступает в Хоккейной лиге Онтарио (OHL). Название команды относится к североамериканской речной выдре, обитающей в озере Эри.

## История
Команда «Эри Оттерс» ранее располагалась в городе Ниагара-Фолс, провинция Онтарио, и была известна как «Ниагара-Фолс Тандер». В 1996 году они переехали в Эри, штат Пенсильвания.

## Достижения
- Финалист Мемориального кубка: 2017;
- Чемпион OHL (2): 2002, 2017;
- Победитель плей-офф Западной Конференции (3): 2002, 2015, 2017;
- Победители регулярного сезона (3): 2000–01, 2015–16, 2016–17;
- Победитель Среднезападного дивизиона (6): 1999–00, 2000–01, 2001–02, 2014–15, 2015–16, 2016–17;